# Microgramma megalophylla
Microgramma megalophylla là một loài thực vật có mạch trong họ Polypodiaceae. Loài này được (Desv.) de la Sota miêu tả khoa học đầu tiên năm 1963.